# Danger permanent
Pour plus de détails, voir Fiche technique et Distribution.
Danger permanent est un film policier ivoiro-français exclusivement tourné en Côte d'Ivoire et réalisé par Pierre Laba, cinéaste antillais. Le film est sorti en 2007 en Côte d'Ivoire et plus précisément le 7 mai au Burkina Faso et dans le même mois dans les autres pays francophones africains.
Le film traite avec humour du laxisme des policiers face au banditisme dans les grandes villes africaines à l'image de la capitale ivoirienne, Abidjan.
Le film a été réalisé avec une distribution d'acteurs célèbres ivoiriens dont Michel Bohiri, Michel Gohou, Adrienne Koutouan, Guehi Vêh, Jimmy Danger (comme acteur principal), Claude Séa... Le film a été réalisé avec un montant de 38 millions de Francs CFA.

## Fiche technique
- Réalisateur : Pierre Laba
- Budget : 38 millions de Francs CFA
- Pays de production :  Côte d'Ivoire,  France
- Date de sortie : 2007

## Distribution
- Michel Bohiri
- Michel Gohou
- Adrienne Koutouan
- Guehi Vêh
- Jimmy Danger
- Claude Séa